# Смерть Махсы Амини

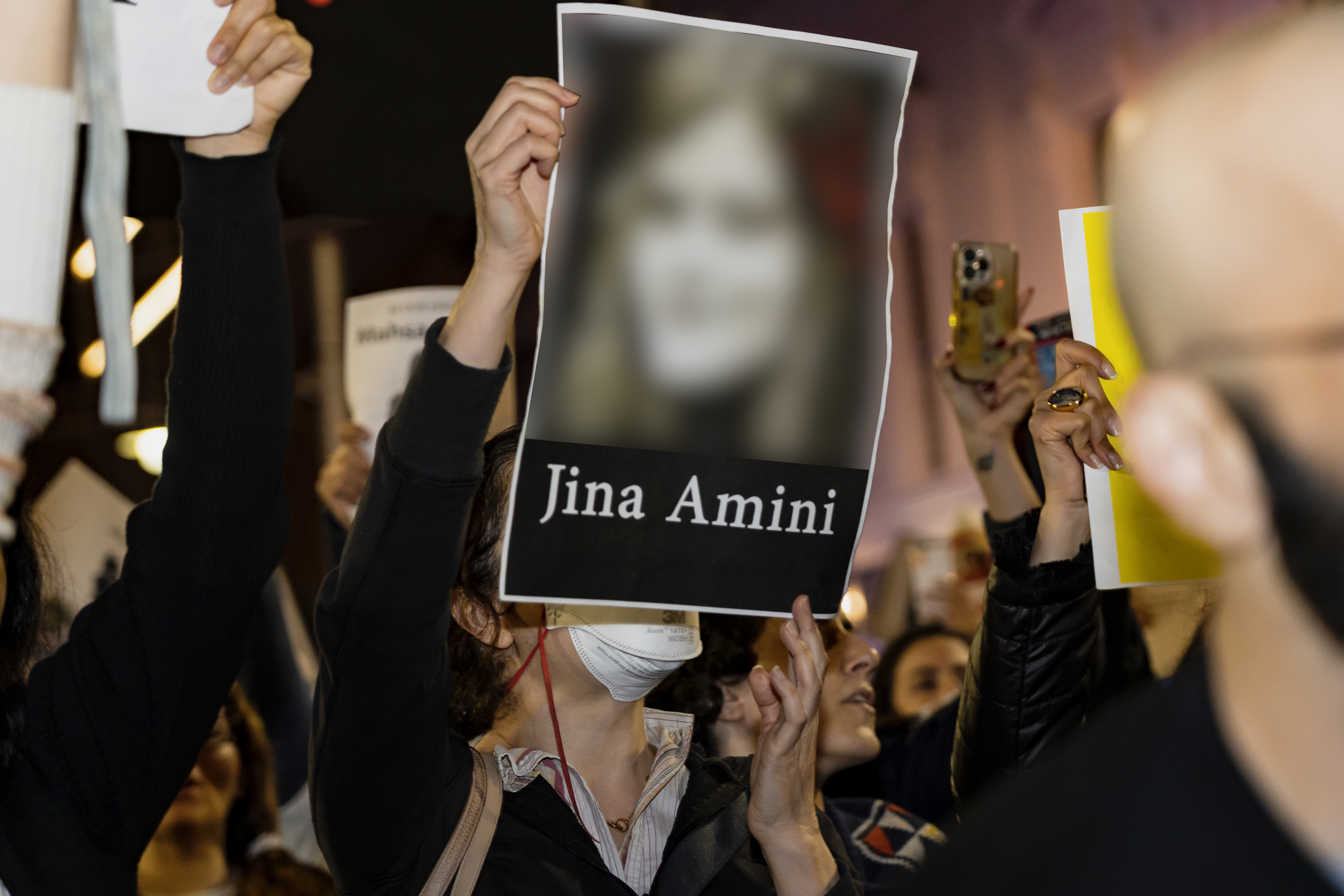
Фотография Махсы Амини на акции солидарности с протестующими в Иране по поводу её гибели

22-летняя курдянка из Ирана, Махса Амини (перс. مهسا امینی‎), также известная как Жина Амини (перс. ژینا امینی‎; курд. ژینا ئەمینی), 16 сентября 2022 года скончалась в больнице в Тегеране (Иран) при подозрительных обстоятельствах. Назидательный патруль полиции религиозной нравственности правительства Ирана арестовал Амини за то, что она якобы не носила хиджаб в соответствии с государственными стандартами. Командование правоохранительных органов Исламской Республики Иран заявило, что в полицейском участке у неё случился сердечный приступ, она потеряла сознание и впала в кому, прежде чем её отвезли в больницу. Однако очевидцы, в том числе женщины, задержанные вместе с Амини, сообщили, что она была жестоко избита и умерла в результате жестокости полиции, что отрицается иранскими властями. Утверждения о жестокости полиции, в дополнение к просочившимся результатам медицинских исследований, заставили некоторых наблюдателей поверить в то, что у Амини было кровоизлияние в мозг или инсульт из-за травм головы, полученных после ареста. Смерть Махсы Амини привела к серии протестов в Иране в 2022 и 2023 годах.
В 2022 году Махса Амини посмертно удостоена звания «Почётный гражданин Парижа».
В 2023 Махса Амини посмертно получила премию Сахарова.

## Биография жертвы
Махса Амини родилась 21 сентября 1999 года в курдской семье в Саккезе, провинция Курдистан, на северо-западе Ирана. Хотя Махса было её официальным персидским именем, её курдское имя было Жина, и это имя использовала её семья. Её отец — сотрудник государственной организации, а мать — домохозяйка. Она училась в средней школе для девочек Талегани в Саккезе, которую окончила в 2018 году. Незадолго перед смертью Амини поступила в университет, намереваясь стать юристом.
Двоюродный брат Махсы, левый политический активист, принадлежащий к партии Комала, и боец Пешмерга, живущий в изгнании в иракском Курдистане, был первым членом семьи Амини, который выступил перед СМИ после её смерти. Он опроверг утверждения иранского правительства о том, что Махса была замешана в какой-либо политике. Вместо этого Махса была описана как «застенчивая, сдержанная жительница» своего родного города, которая избегала политики, никогда не была политически активной в подростковом возрасте и не была активисткой. Семья Амини описала её как не имевшую ранее заболеваний и как здоровую 22-летнюю девушку, что противоречит утверждениям иранского правительства о том, что у неё ранее были проблемы со здоровьем.

## Обстоятельства смерти

Больница Касра, в которой умерла Махса Амини

Амини приехала в Тегеран, чтобы навестить своего брата, и 13 сентября 2022 года была арестована патрулем на въезде на скоростную автомагистраль Шахид-Хагани в Тегеране в компании своей семьи. Затем она была передана под опеку Службы моральной безопасности. Её брату, который был с ней, когда её арестовали, сказали, что её доставят в центр заключения для прохождения «инструктажа» и отпустят через час. Позже её брату сообщили, что у его сестры случился сердечный приступ и инсульт в полицейском участке, куда её доставили. Через два часа после ареста её доставили в больницу Касра.
По словам двоюродной сестры Амини, её пытали и оскорбляли в фургоне, о чём свидетельствовали задержанные, находившиеся вместе с ней. После того как она прибыла в полицейский участок, девушка начала терять зрение и потеряла сознание. Скорая помощь прибыла через 30 минут, а до больницы Касра добралась через полтора часа.
Два дня Махса Амини находилась в коме в больнице Касра в Тегеране. 16 сентября журналистка Нилуфар Хамеди (позже арестованная) рассказала о её коме, опубликовав в Твиттере фотографию отца и бабушки Амини, плачущих и обнимающихся в коридоре больницы. Позже в тот же день Махса скончалась в отделении интенсивной терапии.

## Последствия
По сообщению BBC, очевидцы заявили, что Махса Амини была избита полицией вскоре после ареста в полицейском фургоне. К 17 сентября иранская полиция отрицала обвинения в избиении и утверждала, что у неё «внезапно случился сердечный приступ».
Клиника, в которой лечилась Махса Амини, опубликовала в Instagram заявление о том, что её мозг уже был мёртв, когда её госпитализировали около 13 сентября. К 19 сентября пост был удалён.
17 сентября начальник полиции Тегерана заявил, что основанием для ареста Амини было неправильное ношение платка и узкие брюки.
К 19 сентября полиция опубликовала кадры с камер видеонаблюдения, на которых женщина, которую они опознали как Махса Амини, разговаривает с чиновником. На кадрах чиновник хватает Амини за одежду, а Амини держится руками за голову и падает. Отец Амини назвал отснятый материал «отредактированной версией» событий.
Брат Амини заметил синяки на её голове и ногах. Женщины, задержанные вместе с Амини, рассказали, что её жестоко избили за то, что она возражала на оскорбления и ругательства офицеров, производивших арест.
На опубликованных больничных снимках Махса Амини с кровотечением из уха и синяками под глазами. В письме от 18 сентября доктор Хосейн Карампур (высшее должностное лицо в области медицины в провинции Хормозган) указал, что такие симптомы «не соответствуют причинам, указанным некоторыми властями, объявившими причиной сердечный приступ… (вместо этого они соответствуют) травме головы и последующему кровотечению». Это также было подтверждено предполагаемыми медицинскими сканами её черепа, опубликованными хактивистами, которые показали перелом костей, кровоизлияние и отёк мозга.
По данным Iran International, иранское правительство подделывало медицинские записи Махсы Амини, показывая, что у неё в анамнезе были болезни сердца. 20 сентября доктор Масуд Ширвани, нейрохирург, заявил по государственному телевидению, что у Амини была опухоль головного мозга, которую удалили в возрасте восьми лет.
К 21 сентября больница выпустила предварительные компьютерные томограммы. Сторонники правительства заявили, что компьютерная томография показала психологический стресс, вызванный предыдущей операцией на головном мозге; критики заявили, что сканирование показало физические избиения и травмы. Правительство Ирана заявило, что Махса Амини перенесла операцию на головном мозге в возрасте пяти лет.
Что касается различных заявлений правительства, отец Махсы Амини (Амджад Амини) сказал Би-би-си примерно 22 сентября: «Они лгут. . . У неё никогда не было никаких заболеваний, она никогда не делала операций». (Два одноклассника в интервью Би-би-си сказали, что они не знали о том, что Махса когда-либо находилась в больнице.) Амджад сказал, что ему не разрешили просмотреть отчёт о вскрытии его дочери. Он отрицал, что у Махсы плохое здоровье: «Я попросил их показать мне нательные камеры сотрудников службы безопасности, они сказали мне, что в камерах сели батарейки». Иранские власти обвинили Махсу в нескромной одежде во время ареста; Амджад отверг это утверждение, заявив, что она всегда носила длинное пальто. Амджад сказал, что медицинский персонал неоднократно мешал ему увидеть тело его дочери после её смерти: «Я хотел увидеть свою дочь, но меня не пускали». Амджад увидел тело после того, как его завернули для похорон, и заметил синяки на её ногах, но не мог видеть остальную часть тела из-за обёртывания. Иранские власти отрицали наличие каких-либо травм головы или внутренних повреждений.
По данным Iran International, 29 сентября бывший командир Корпуса стражей исламской революции обнародовал аудиофайл, в котором сообщалось, что неназванные «надежные источники» сообщают, что причиной смерти Махсы Амини была травма её черепа, полученная в результате сильного избиения.
Адвокат семьи Амини Салех Никбахт сообщил веб-сайту онлайн-новостей Etemad, что «респектабельные врачи» считают, что Махсу ударили во время содержания под стражей. Никбахт также сказал, что семья хочет, чтобы комитет по установлению фактов расследовал её смерть, и что полицейские кадры, снятые после её ареста, должны быть обнародованы.
Ко 2 октября семья Амини признала, что Махса перенесла операцию по поводу незначительного неврологического заболевания (возможно, опухоли головного мозга) в возрасте восьми лет, но сказала, что она находилась под контролем с помощью левотироксина (лекарства для лечения гипотиреоза). Ссылаясь на медицинских специалистов, с которыми они консультировались, семья заявила, что это состояние не связано со смертью Махсы.
В отчёте судмедэксперта от 7 октября говорилось, что смерть Махсы «не была вызвана ударами по голове и конечностям», а вместо этого связана с ранее имевшимися заболеваниями, и что девушка умерла от полиорганной недостаточности, вызванной церебральной гипоксией. В отчёте говорилось, что Махса Амини перенесла операцию по удалению опухоли головного мозга, когда ей было восемь лет. В отчёте не уточняется, получила ли Махса какие-либо травмы.
В письме от 13 октября более 800 членов Медицинского совета Ирана обвинили главу Медицинского совета Ирана в содействии правительству в сокрытии причин смерти Махсы Амини.
В статье от 8 декабря Der Spiegel дедушка Махсы Амини подтвердил, что ей удалили опухоль головного мозга, когда она была ученицей начальной школы. Дедушка подчеркнул, что опухоль была доброкачественной, и заявил, что после операции у неё никогда не было проблем со здоровьем. Der Spiegel также передал отчёт одного из двух её двоюродных братьев, присутствовавших при аресте Амини, в котором говорилось, что полиция нравов заставила Амини сесть в машину для ареста.

## Протесты в Иране
Смерть Амини привела к серии протестов, названных CNN более массовыми, чем протесты в 2009, 2017 и 2019 годах, а The New York Times назвал их крупнейшими иранскими протестами по крайней мере с 2009 года. Некоторые демонстрантки сняли хиджаб или публично остригли волосы в знак протеста. Иранская организация по правам человека сообщила, что к декабрю 2022 года по меньшей мере 476 человек были убиты силами безопасности во время нападений на акциях протеста по всей стране. Amnesty International сообщила, что иранские силы безопасности в некоторых случаях стреляли по толпам протестующих боевыми патронами, а в других случаях убивали протестующих, избивая их дубинками.